# Победнице европских првенстава у атлетици на отвореном — 200 метара
Освајачице медаља на Европским првенствима у атлетици на отвореном у дисциплини трчања на 200 метара, која је у програму од другог Европског првенства у Бечу 1938., приказане су у следећој табели са постигнутим резултатима, рекордима и билансом освојених медаља по земљама и појединачно у овој дисциплини. Резултати су приказни у секундама.

## Освајачице медаља на европским првенствима на отвореном
| Дисциплина             |                                       | Резултат      |                                        | Резултат |                                      | Резултат |
| Беч 1938 детаљи        | Станислава Валасјевич · Пољска        | 23,8 РЕП      | Кете Краус · Немачка                   | 24,4     | Фани Бланкерс-Кун · Холандија        | 24,9     |
| Осло 1946 детаљи       | Јевгенија Сеченова · СССР             | 25,5          | Винифред Џордан · Уједињено Краљевство | 25,6     | Лиа Каурла · Француска               | 25,6     |
| Брисел 1950 детаљи     | Фани Бланкерс-Кун · Холандија         | 24,0          | Јевгенија Сеченова · СССР              | 24,8     | Дороти Хол · Уједињено Краљевство    | 25,0     |
| Берн 1954 детаљи       | Марија Иткина · СССР                  | 24,3          | Ирина Турова · СССР                    | 24,4     | Ширли Хемптон · Уједињено Краљевство | 24,4     |
| Стокхолм 1958 детаљи   | Барбара Јанишевска · Пољска           | 24,1          | Ханелоре Садау · Источна Немачка       | 24,3     | Марија Иткина · СССР                 | 24,3     |
| Београд 1962 детаљи    | Јута Хајне · Западна Немачка          | 23,5 РЕП      | Дороти Хајман · Уједињено Краљевство   | 23,7     | Барбара Собота · Пољска              | 23,9     |
| Будимпешта 1966 детаљи | Ирена Киршенстејн · Пољска            | 23,1 РЕП      | Ева Клобуковска · Пољска               | 23,4     | Вера Попкова · СССР                  | 23,7     |
| Атина 1969 детаљи      | Петра Фогт · Источна Немачка          | 23,30         | Ренате Мајснер · Источна Немачка       | 23,33    | Вал Пит · Уједињено Краљевство       | 23,34    |
| Хелсинки 1971 детаљи   | Ренате Штехер · Источна Немачка       | 22,70 РЕП     | Ђерђи Балог · Мађарска                 | 23,26    | Ирена Шевињска · Пољска              | 23,32    |
| Рим 1974 детаљи        | Ирена Шевинска · Пољска               | 22,51 РЕП     | Ренате Штехер · Источна Немачка        | 22,68    | Мона-Лиза Пурсиаинен · Финска        | 23,17    |
| Праг 1978 детаљи       | Људмила Кондратјева · СССР            | 22,52         | Марлис Гер · Источна Немачка           | 22,53    | Карла Бодендорф · Источна Немачка    | 22,64    |
| Атина 1982 детаљи      | Бербел Векел · Источна Немачка        | 22,04 РЕП     | Кети Смолвуд · Уједињено Краљевство    | 22,13    | Сабине Гинтер · Источна Немачка      | 22,51    |
| Штутгарт 1986 детаљи   | Хајке Дрекслер · Источна Немачка      | 21,71 =СР РЕП | Мари-Кристин Казије · Француска        | 22,32    | Зилке Гладиш · Источна Немачка       | 22,49    |
| Сплит 1990 детаљи      | Катрин Крабе · Источна Немачка        | 21,95         | Хајке Дрекслер · Источна Немачка       | 22,19    | Галина Малчугина · СССР              | 22,23    |
| Хелсинки 1994 детаљи   | Ирина Привалова · Русија              | 22,32         | Жана Тарнополска · Украјина            | 22,77    | Галина Малчугина · Русија            | 22,90    |
| Будимпешта 1998 детаљи | Ирина Привалова · Русија              | 22,62         | Жана Пинтушевић · Украјина             | 22,74    | Мелани Пашке · Немачка               | 22,78    |
| Минхен 2002. детаљи    | Мјуријел Јурти · Француска            | 22,43         | Ким Геверт · Белгија                   | 22,53    | Мануела Лаворато · Италија           | 22,75    |
| Гетеборг 2006 детаљи   | Ким Геверт · Белгија                  | 22,68         | Јулија Гушчина · Русија                | 22,93    | Наталија Русакова · Русија           | 23,09    |
| Барселона 2010 детаљи  | Мирјам Сумаре · Француска             | 22,32         | Јелизавета Брижина · Украјина          | 22,44    | Александра Федорива · Русија         | 22,44    |
| Хелсинки 2012 детаљи   | Марија Рјемјењ · Украјина             | 23,05         | Христина Стуј · Украјина               | 23,17    | Мирјам Сумаре · Француска            | 23,21    |
| Цирих 2014 детаљи      | Дафне Схиперс · Холандија             | 22,03         | Џоди Вилијамс · Уједињено Краљевство   | 22,46    | Мирјам Сумаре · Француска            | 22,58    |
| Амстердам 2016 детаљи  | Дина Ашер-Смит · Уједињено Краљевство | 22,37         | Ивет Лалова-Колио · Бугарска           | 22,52    | Ђина Ликенкемпер · Немачка           | 22,74    |
| Берлин 2018 детаљи     | Дина Ашер-Смит · Уједињено Краљевство | 21,89         | Дафне Схиперс · Холандија              | 22,14    | Џамил Самјуел · Холандија            | 22,37    |
| Минхен 2022 детаљи     | Муџинга Камбунђи · Швајцарска         | 22,32         | Дина Ашер-Смит · Уједињено Краљевство  | 22,43    | Ида Карстофт · Данска                | 22,72    |
| Рим 2024 детаљи        | Муџинга Камбунђи · Швајцарска         | 22,49         | Дарил Нејта · Уједињено Краљевство     | 22,50    | Хелене Парисо · Француска            | 22,63    |
| Бирмингем 2026         |                                       |               |                                        |          |                                      |          |

## Биланс медаља
| #                | Држава               |    |    |    |    |
| ---------------- | -------------------- | -- | -- | -- | -- |
| 1.               | Источна Немачка      | 5  | 5  | 3  | 13 |
| 2.               | Пољска               | 4  | 1  | 2  | 7  |
| 3.               | СССР                 | 3  | 2  | 3  | 8  |
| 4.               | Уједињено Краљевство | 2  | 6  | 3  | 11 |
| 5.               | Француска            | 2  | 1  | 4  | 7  |
| 6.               | Русија               | 2  | 1  | 3  | 6  |
| 7.               | Холандија            | 2  | 1  | 2  | 5  |
| 8.               | Швајцарска           | 2  | 0  | 0  | 2  |
| 9.               | Украјина             | 1  | 4  | 0  | 5  |
| 10.              | Белгија              | 1  | 1  | 0  | 2  |
| 11.              | Западна Немачка      | 1  | 0  | 0  | 1  |
| 12.              | Немачка              | 0  | 1  | 2  | 3  |
| 13.              | Мађарска             | 0  | 1  | 0  | 1  |
| 13.              | Бугарска             | 0  | 1  | 0  | 1  |
| 15.              | Финска               | 0  | 0  | 1  | 1  |
| 15.              | Италија              | 0  | 0  | 1  | 1  |
| 15.              | Данска               | 0  | 0  | 1  | 1  |
| Укупно 17 земаља | Укупно 17 земаља     | 25 | 25 | 25 | 75 |

|     | Атлетичарка                             |   |   |   |   |
| --- | --------------------------------------- | - | - | - | - |
| 1.  | Дина Ашер-Смит · Уједињено Краљевство   | 2 | 1 | 0 | 3 |
| 2.  | Ирена Шевинска-Киршенстејн · Пољска     | 2 | 0 | 1 | 3 |
| 3.  | Ирина Привалова · Русија                | 2 | 0 | 0 | 2 |
| 3.  | Муџинга Камбунђи · Швајцарска           | 2 | 0 | 0 | 2 |
| 5.  | Ренате Штехер-Мајснер · Источна Немачка | 1 | 2 | 0 | 3 |
| 6.  | Јевгенија Сеченова · СССР               | 1 | 1 | 0 | 2 |
| 6.  | Хајке Дрекслер · Источна Немачка        | 1 | 1 | 0 | 2 |
| 6.  | Ким Геверт · Белгија                    | 1 | 1 | 0 | 2 |
| 6.  | Дафне Схиперс · Холандија               | 1 | 1 | 0 | 2 |
| 10. | Мирјам Сумаре · Француска               | 1 | 0 | 2 | 3 |
| 11. | Фани Бланкерс-Кун · Холандија           | 1 | 0 | 1 | 2 |
| 11. | Марија Иткина · СССР                    | 1 | 0 | 1 | 2 |
| 11. | Барбара Јанишевска-Собота · Пољска      | 1 | 0 | 1 | 2 |
| 14. | Жана Тарнополска-Пинтушевић · Украјина  | 0 | 2 | 0 | 2 |
| 15. | Галина Малчугина · СССР и Русија        | 0 | 0 | 2 | 2 |